# Манастир Светог Николе у Псачи
Манастир Светог Николе у Псачи се налази 14 km од Криве Паланке код истоименог села у Северној Македонији.
Подигао га је српски великаш кнез Паскач, или његов син севастократор Влатко, који је овај храм 1358. године приложио манастиру Хиландару. Паскач је био господар области Страцина (то је сада село између Куманова и Криве Паланке), у којој се налазило село Псача. Влатко је високи чин у српском царству стекао женидбом са Владиславом, из савладајуће династије Мрњавчевића.
Црква је довршена око 1354. године и значајна је по реалистичним приказима краља Вукашина (краљ савладар 1365—1369, самостално 1369—1371) и цара Уроша (1355—1371) у савладарском односу.
Манастирски живопис је проучен и фотографски снимљен јуна 1914. године, од стране српског академика Љубомира Стојановића и групе српских научника.

## Изглед манастирске цркве
Манастирска црква је првобитно имала основу издуженог уписаног крста са једним кубетом изнад средишњег дела цркве и припратом над којом се налази још једно кубе, док је кров направљен од камених плоча.
Кубе је касније уклоњено, тако да сада манастирска црква више по облику подсећа на тробродну базилику, него на цркву са основом издуженог уписаног крста.

## Најзначајније фреске
До данас је делимично опстао првобитни архитектонски изглед цркве и њен живопис (рађен између 1365. и 1371. године) који се одликује финим детаљима и композицијама блиским животу. Посебно се истичу веома реални портрети ктитора и његове породице на којима су представљени:
- кнез Паскач
- кнегиња Озра
- Севастократор Влатко
- Влаткова супруга Владислава
- три сина Влатка и Владиславе (Стефан, Урош и Угљеша[8])

а са историјске стране су значајни прикази ктиторових суверена:
- краља Вукашина
- цара Уроша

приликом чијег је представљања, Вукашин јасно представљен као савладар са Урошеве десне стране, што сведочи о владарској хијерархији у Српском царству. Када је 1927. године у Београду одржан конгрес Византолога, у великој свечаној сали Универзитета, као зидни декор постављене су и копије фресака из манастира Псаче, са ликовима Мрњавчевића — Марка и Вукашина.
Поред реалних приказа историјских личности, у живопису се истичу прикази из живота Светог Николе, као и композиције Богородичина смрт и Причешће апостола.